# Варшевичия
Варшевичия (лат. Warszewiczia) — род цветковых растений семейства Мареновые (Rubiaceae). В основном это тропические деревья и кустарники Центральной и Южной Америки. Самым известным представителем рода является Warszewiczia coccinea, национальный цветок Тринидада и Тобаго.

## Таксономия
Род был официально описан немецким фармацевтом, ботаником и врачом Иоганном Фридрихом Клочом и опубликован в Bericht über die zur Bekanntmachung geeigneten Verhandlungen der Konigl.Preuss.Akademie der Wissenschaften zu Berlin в сентябре 1853 года.
Назван в честь польского путешественника, ботаника Иосифа Варшевича (1812—1866), коллекционера орхидей XIX века и инспектора ботанических садов в Кракове (Польша).

## Виды
Род варшевичия включает следующие виды:
- Warszewiczia ambigua Standl
- Warszewiczia coccinea (Vahl) Klotzsch
- Warszewiczia cordata Spruce ex K.Schum
- Warszewiczia elata Ducke
- Warszewiczia longistaminea K.Schum.
- Warszewiczia peltata Wedd.
- Warszewiczia schwackei K.Schum.
- Warszewiczia uxpanapensis (Lorence) C.M.Taylor